# 003
003 is een personage uit de James Bond-serie.
In het boek Thunderball was 003 (Jason Walters) actief agent totdat hij in Siberië werd vermoord door Nikolai Diavolo in A View to a Kill. 007-agent James Bond is in Siberië op zoek naar het dode lichaam van 003 en een uit de Sovjet-Unie afkomstige microchip die deze op zak heeft. Later blijkt dat een exacte kopie te zijn van een microchip van Zorin Industries. Bond moet de onverklaarbare dood van agent 003 onderzoeken en diens werk afmaken en Zorin Industries is zijn enige aanknopingspunt.